# 饶安鼎
饶安鼎（？—？），字定九，江西南丰县人，清朝政治人物。
雍正二年（1724年）舉人，任四川綿竹縣知縣，調南充縣知縣，后调任福建省霞浦县知县。乾隆十二年（1741年）任福清县知县，任內修《福清县志》。